# Ch'iyar T'ikhi
Ch'iyar T'ikhi (aimara ch'iyara negro, t'ikhi un peinado de las mujeres indígenas donde las puntas del pelo se atan, "t'ikhi negro", ortografía hispanizada Chiarthiji, Chiartiji) es una montaña de la Cordillera Real en los Andes de Bolivia, de unos 5.092 metros de altura. Administrativamente se encuentra en el municipio de Batallas de la provincia de Los Andes en el departamento de La Paz. Ch'iyar T'ikhi se encuentra al suroeste de la montaña Jach'a Qullu, al oeste de Qala T'uxu, al norte de Qullqi Chata y al noreste de Taypi K'uchu. Los ríos Pura Purani y Jayllawaya, ambos afluentes del lago Titicaca, fluyen a lo largo de sus laderas norte y sur.